# LKAB Malmtrafik
LKAB Malmtrafik AB, früher Malmtrafik i Kiruna aktiebolag (MTAB), ist ein Tochterunternehmen des Bergbauunternehmens LKAB (Luossavaara-Kiirunavaara Aktiebolag) mit Sitz in Kiruna. Es betreibt als Eisenbahnverkehrsunternehmen den Erztransport von den LKAB-eigenen Bergwerken, der Eisenerzgrube Kiruna und dem Werk in Malmberget nach Luleå und Narvik über die Bahnstrecke Luleå–Narvik (Erzbahn).
In Luleå und Narvik werden die Erzhäfen sowie in Luleå das Stahlwerk der SSAB (Svenskt Stål AB) bedient. Nach eigenen Angaben transportiert die LKAB Malmtrafik 45 % der Güter im schwedischen Schienengüterverkehr und ist damit das größte Frachtunternehmen Schwedens.

## Fuhrpark
Ab dem Jahr 2000 wurden 17 neue Lokomotiven mit der Bezeichnung IORE bei ADtranz und später Bombardier bestellt. Die Lokomotiven werden vor bis zu 750 m langen und 8600 t schweren Zügen eingesetzt.